# Марк Метий Руф
Марк Метий Руф (на латински: Marcus Mettius Rufus; * ок. 50 г., Арл) е римски конник и префект на римската провинция Египет.
От 89 до 91/92 г. той е управител на Египет (praefectus Aegypti), Praefectus annonae след Гай Септимий Вегет. Последва го Тит Петроний Секунд. Като praefectus annonae Africae, с правата extra ordinem utilitatis causa constitutus, той отговаря за снабдяването на Рим с жито по времето на император Домициан.
Той е баща на двама сина – Гай Требоний Прокул Метий (сенатор) и Марк Метий (управител на провинция). Суфектконсулът от 128 г. Марк Юний Метий Руф произлиза от тази фамилия.